# Maria Giuseppa Robucci
Maria Giuseppa Robucci (Poggio Imperiale, 20 de marzo de 1903-ibíd., 18 de junio de 2019) fue una supercentenaria italiana que vivió 116 años y 90 días.
Era la segunda persona más longeva del mundo en el momento de su muerte y desde el 6 de julio de 2018 ocupó el título de decano de Europa e Italia, después de la muerte de Giuseppina Projetto. Es la segunda persona más longeva que haya nacido en Italia, después de Emma Morano, la cuarta en Europa y la decimoctava más longeva de todos los tiempos, entre los documentados con certeza.

## Biografía
Maria Giuseppa Robucci nació en Poggio Imperiale en la provincia de Foggia. Durante mucho tiempo dirigió el bar del pueblo junto con su esposo Nicola Nargiso, que murió en 1982.
Tuvo cinco hijos: tres varones y dos mujeres, incluida Concetta, quien más tarde tomó los hábitos y profesó como la Hermana Nicoletta de las Hermanas Sacramentinas de Bérgamo, quien se mudó al hogar de ancianos San Severo para cuidar a su madre, 9 nietos y 16 bisnietos. En el momento de su muerte, los hijos tenían 90, 85, 82, 77 y 76 años respectivamente. Maria Giuseppa Robucci, quien en 2003 a la edad de cien años fue invitada a la transmisión en Rai Uno Life in Live, a una edad muy avanzada tuvo dos hospitalizaciones importantes, una en 2014 cuando a los 111 años fue operada del fémur que tenía roto después de una mala caída, y el otro en 2017 por una operación de seno.
En 2012 fue galardonada con el título de alcalde honorario del municipio de Poggio Imperiale.
En repetidas ocasiones había declarado que estaba comiendo poco y saludable: nunca bebía alcohol ni fumaba cigarrillos.
El 20 de marzo de 2019 cumplió 116 años, la tercera italiana en alcanzar este hito, mientras que el 27 de abril de 2019, a la edad de 116 años y 38 días, se convirtió en la segunda italiana más longeva de la historia, superando a Giuseppina Projetto. 
El 26 de mayo de 2019, a la edad de 116 años y 67 días, votó en las elecciones parlamentarias europeas.
Murió el 18 de junio de 2019 a la edad de 116 años y 90 días, dando el título de decano de Europa a la francesa Lucile Randon  y el de decano de Italia a Anna Benericetti.